# Tamopsis petricola
Tamopsis petricola är en spindelart som beskrevs av Baehr 1995. Tamopsis petricola ingår i släktet Tamopsis och familjen Hersiliidae.
Artens utbredningsområde är Queensland. Inga underarter finns listade i Catalogue of Life.